# Steganacarus sol
Steganacarus sol är en kvalsterart som beskrevs av Balogh 1958. Steganacarus sol ingår i släktet Steganacarus och familjen Phthiracaridae. Inga underarter finns listade i Catalogue of Life.